# Хуей Жуоці
Хуей Жуоці (кит.: 惠若琪, нар. 4 березня 1991) — китайська волейболістка, олімпійська чемпіонка 2016 року.

## Виступи на Олімпіадах
| Олімпіада           | Дисципліна | Місце |
| ------------------- | ---------- | ----- |
| Лондон 2012         | волейбол   | 5     |
| Ріо-де-Жанейро 2016 | волейбол   | 1     |